# Wojownik ozdobny
Wojownik ozdobny (Spizaetus ornatus) – gatunek dużego ptaka z rodziny jastrzębiowatych (Accipitridae). Zamieszkuje Amerykę Północną i Południową – od Meksyku do północnej Argentyny. Bliski zagrożenia wyginięciem.

## Podgatunki
Wyróżniono dwa podgatunki S. ornatus:
- S. ornatus vicarius – południowy Meksyk do zachodniej Kolumbii i Ekwadoru.
- S. ornatus ornatus – środkowa Kolumbia nw wschód do regionu Gujana i Trynidadu oraz na południe do Paragwaju i północnej Argentyny.

## Morfologia

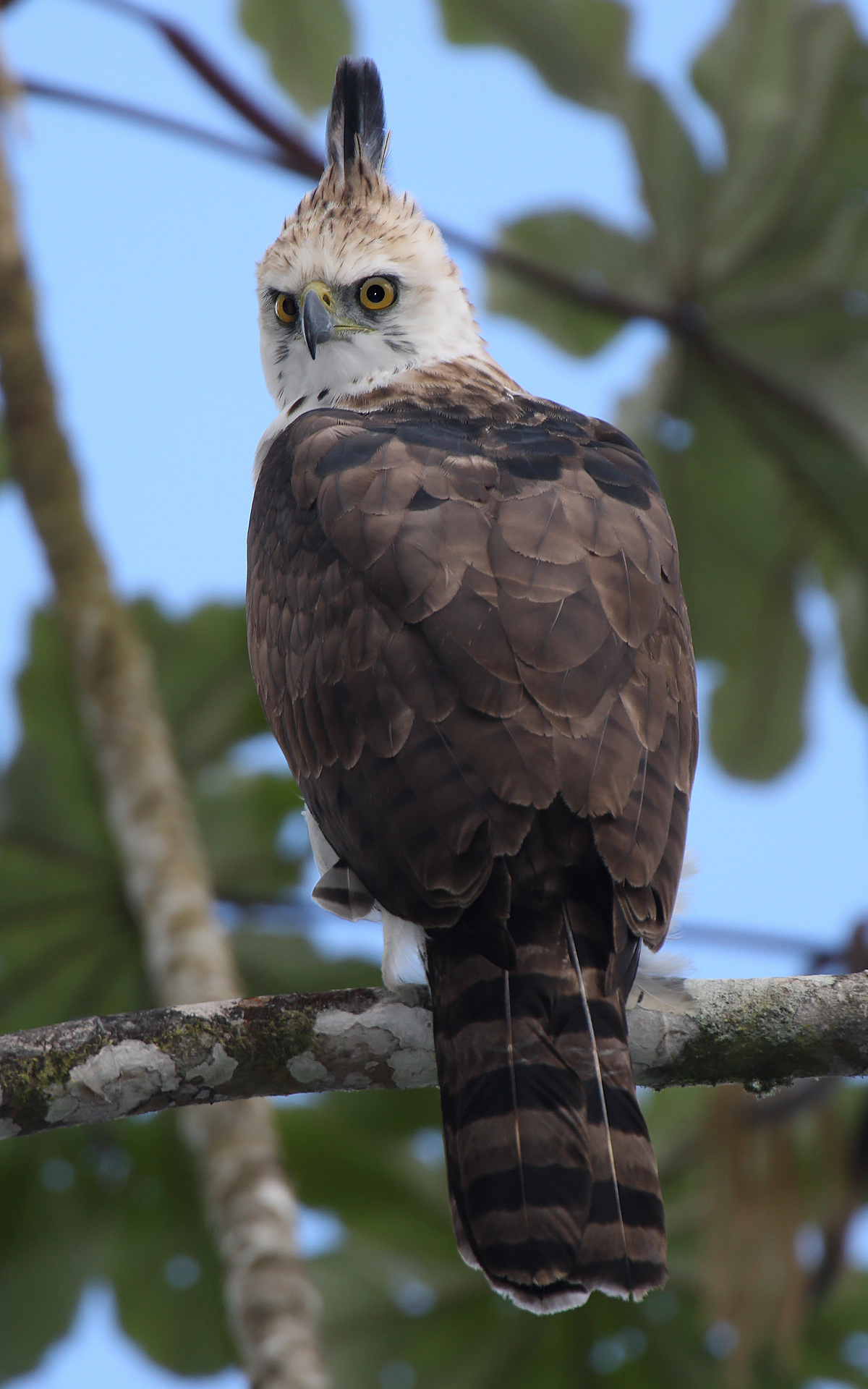
Osobnik młodociany

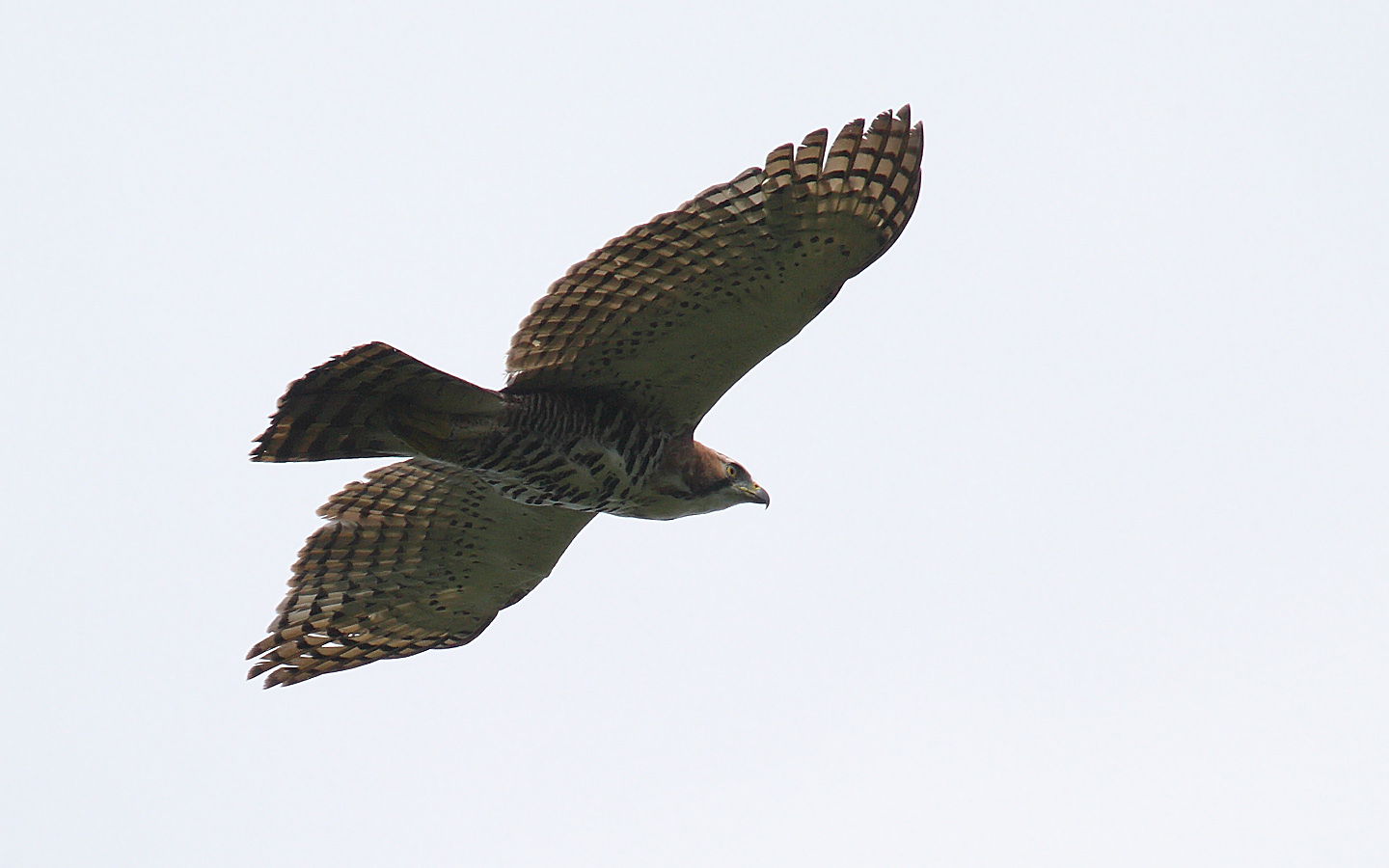
Wojownik ozdobny w locie (Panama)

Długość ciała 58–67 cm, rozpiętość skrzydeł 90–120 cm. Masa ciała: samce 0,96–1,0 kg, samice 1,4–1,6 kg.
Okrągło zakończone skrzydła i długi ogon. U dorosłych osobników ciemię i czubek czarne, boki głowy i piersi kasztanowate; pierś oddzielona od białego gardła wąską czarną przepaską. Wierzch ciała czarniawy, spód prążkowany. Na ogonie 3 szare przepaski. Pokrywy podskrzydłowe plamkowane, lotki pręgowane. U młodych głowa i spód ciała białe.

## Ekologia i zachowanie
Występuje głównie na nizinach i na średnich wysokościach. Preferuje pierwotne lasy deszczowe, ale w południowym Meksyku i Belize zamieszkuje lasy sosnowe.
Żywi się głównie ptakami, zjada również małe i średnie ssaki, duże jaszczurki i węże. Rzadko krąży na dużych wysokościach, zwykle chwyta zdobycz po krótkim locie z zasiadki w koronach drzew.
Składanie jaj odbywa się zwykle w porze suchej, a pisklę wykluwa się tuż przed porą deszczową, kiedy ptasia zdobycz jest najliczniejsza. Gniazdo to platforma z patyków, wyłożona zielonymi liśćmi i umieszczona w rozwidleniu gałęzi w pobliżu wierzchołka dużego drzewa. Gniazda są czasami ponownie wykorzystywane w kolejnych latach. Oboje rodzice uczestniczą w budowaniu gniazda i inkubacji, ale większość obowiązków wykonuje samica. Znosi ona 1 jajo, które jest białe z delikatnymi czerwonobrązowymi plamami. W trzech zbadanych gniazdach w Gwatemali okres inkubacji wynosił 47, 47 i 50 dni. Po wykluciu początkowo tylko samce dostarczają pożywienie do gniazda, później również samica rozpoczyna polowania i oboje rodzice karmią pisklę. W Gwatemali okres od wyklucia do opuszczenia gniazda przez młode był bardzo zmienny i wahał się od 66 do 93 dni (średnio 79 dni). Młode trzymają się swoich rodziców bardzo długo – nawet do 12 miesięcy, a w konsekwencji osobniki dorosłe podchodzą do lęgów zwykle co 2 lata.

## Status
Międzynarodowa Unia Ochrony Przyrody (IUCN) od 2012 roku uznaje wojownika ozdobnego za gatunek bliski zagrożenia (NT – near threatened); wcześniej, od 1988 roku miał on status gatunku najmniejszej troski (LC – least concern). Liczebność populacji, według szacunków, mieści się w przedziale 13 300–33 300 dorosłych osobników. Trend liczebności populacji uznaje się za spadkowy. Do głównych zagrożeń dla gatunku należy postępujące wylesianie w dorzeczu Amazonki, ptak jest także narażony na polowania i prześladowania ze strony ludzi.